# Músculo vasto lateral

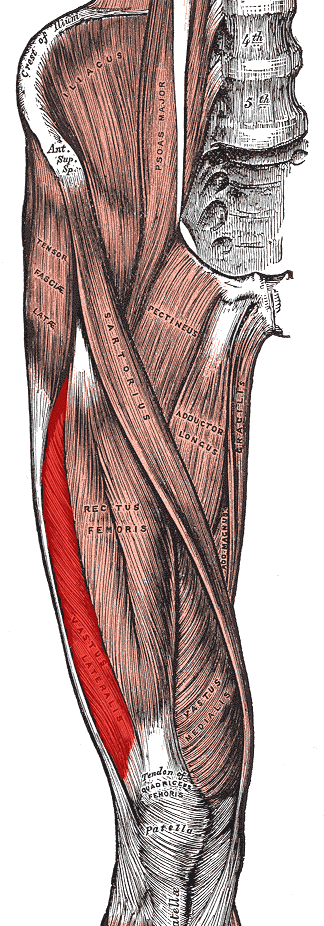

O músculo vasto lateral é um músculo que compõe o quadríceps femoral e tem como função a extensão do joelho.
O vasto externo nasce de uma ampla aponeurose que é inserida na linha intertrocantérica, nas bordas superior e inferior do trocânter maior do fêmur, o labio externo da tuberosidade glútea e na metade superior e externa da linha áspera. Umas fibras nascen do tendão do glúteo maior e do septo intermuscular externo justo entre o vasto externo e a porção curta do bíceps femoral
As fibras formam uma massa forte unida a uma forte aponevrótico que acompanha o músculo cerca de 3/4 de seu comprimento e da profunda superfície da aponevrótico nascem muitas das fibras do mesmo músculo. Na porção distal do músculo, o aponevrótico se contrai e as fibras terminam em um tendão que vai até à margem lateral da rótula fundindo-se com os tendões do resto do quadríceps, contribuindo também com una expansão da cápsula que cobre a articulação do joelho.
- Inserção de origem: Trocânter maior e face lateral da linha áspera do fêmur
  - Inserção terminal: Tuberosidade da tíbia e ligamento da patela(Tendão patelar)

```
     :*
Ação :
 articulação do 
joelho
 : extensão da perna
```